# EP 1
EP 1 (reso graficamente come EP †) è il primo EP del gruppo musicale statunitense Crosses, autoprodotto e pubblicato il 2 agosto 2011.

## Descrizione
Pubblicato gratuitamente attraverso il sito ufficiale del gruppo, l'EP contiene cinque brani successivamente inseriti nell'album di debutto del gruppo del 2014.
Tra le cinque tracce è presente anche Option, pubblicato come doppio singolo in 45 giri insieme ad Telepathy in occasione del Record Store Day 2012.

## Tracce
1. This Is a Trick – 3:06
2. Option – 4:25
3. Bermuda Locket – 3:42
4. Thholyghst – 4:26
5. Cross – 2:53

## Formazione
Gruppo
- Chino Moreno – voce
- Shaun Lopez – chitarra, tastiera
- Chuck Doom – basso, tastiera, sintetizzatore, drum machine, sequencer

Altri musicisti
- Chris Robyn – batteria
- Duff McKagan – basso aggiuntivo (traccia 1)

Produzione
- Shaun Lopez – produzione, ingegneria, missaggio presso i Red Bull Studios gli Henson Recording di Los Angeles
- Crosses – produzione
- Eric Broyhill – mastering
- Brendan Dekora – ingegneria parti di batteria
- Eric Stenman – ingegneria al missaggio presso i Red Bull Studios
- Kyle Stevens – ingegneria al missaggio presso gli Henson Recording